# Почесний працівник МВС України
Нагрудний знак «Почесний працівник МВС України» — відомча заохочувальна відзнака Міністерства внутрішніх справ України.
Нагрудний знак «Почесний працівник МВС України» був вищою відзнакою Міністерства внутрішніх справ України. Знак не увійшов до нової системи відзнак МВС України, що діє від 2013 року; разом з тим, дизайн відзнаки було покладено у основу нової нагороди — нагрудного знаку «За відвагу в службі».

## Історія нагороди
- 10 червня 2002 року наказом Міністра внутрішніх справ Ю. О. Смирнова № 555 була заснована відзнака МВС України «Почесний працівник МВС України»[2].
- Наказом МВС України від 21 березня 2012 року № 217 «Про затвердження Положення про відомчі заохочувальні відзнаки Міністерства внутрішніх справ України»[3] встановлена назва — нагрудний знак «Почесний працівник МВС України».
- 30 травня 2012 року Президент України В. Ф. Янукович видав Указ, яким затвердив нове положення про відомчі заохочувальні відзнаки; міністрам, керівникам центральних органів виконавчої влади, керівникам (командувачам) військових формувань, державних правоохоронних органів було доручено забезпечити в установленому порядку перегляд актів про встановлення відомчих заохочувальних відзнак, приведення таких актів у відповідність із вимогами цього Указу[4]. Протягом 2012–2013 років Міністерством внутрішніх справ України була розроблена нова система заохочувальних відзнак[5], що вже не містила відзнаки «Почесний працівник МВС України» (проте дизайн відзнаки було покладено у основу нової нагороди — нагрудного знаку «За відвагу в службі»[1]).

## Положення про нагрудний знак «Почесний працівник МВС України»
- Вищою відзнакою Міністерства внутрішніх справ України є нагрудний знак «Почесний працівник МВС України».
- Нагородження відзнаками здійснюється, як правило, послідовно відповідно до їх значущості в такому порядку:
  - «За відзнаку в службі» ІІ ступеня;
  - «За відзнаку в службі» І ступеня;
  - «Почесний знак МВС України»;
  - «Закон і честь»;
  - «За безпеку народу»;
  - «Хрест Слави»;
  - «Лицар Закону»;
  - «Почесний працівник МВС України».
- Нагрудним знаком «Почесний працівник МВС України» нагороджуються особи вищого і старшого начальницького складу органів внутрішніх справ та командного складу внутрішніх військ МВС України, які мають вислугу 25 років і більше (у календарному обчисленні), за багаторічну бездоганну службу, підвищення ефективності роботи органів внутрішніх справ, військових частин і з'єднань внутрішніх військ МВС України, високий рівень організації оперативно-службової діяльності підлеглих працівників, вагомі особисті здобутки в боротьбі зі злочинністю та охороні громадського порядку, умілу організацію ефективної діяльності підпорядкованих органів і підрозділів внутрішніх справ, військових частин та з'єднань внутрішніх військ МВС України.
- Нагородження цією відзнакою здійснюється згідно з наказами Міністра внутрішніх справ України.

## Опис відзнаки МВС України «Почесний працівник МВС України»
(відповідно до Наказу МВС України від 05.06.2007 № 180)
- Відзнака МВС України «Почесний працівник МВС України» виготовляється з жовтого металу і має форму хреста з розбіжними сторонами, вписаного в коло. Сторони хреста залиті гарячою емаллю темно-малинового кольору. У центрі хреста розташовано зображення емблеми Міністерства внутрішніх справ України, обрамленої вінком з лаврового листя, виконаного з жовтого металу, і стрічкою внизу. Емблема МВС України виготовляється з білого металу.
- Діаметр відзнаки — 50 мм.
- Відзнака покривається прозорим лаком.
- На зворотному боці відзнаки розташовано нарізний штифт з гайкою для кріплення до одягу та вигравірувано порядковий номер відзнаки.
- Стрічка до відзнаки шовкова муарова малинового кольору з поздовжніми смужками посередині: двома жовтими і синьою між ними. Ширина стрічки — 24 мм, ширина жовтих смужок по 2 мм кожна, синьої — 6 мм.
- Планка до відзнаки являє собою металеву пластинку, обтягнуту стрічкою відповідного кольору.